# Забур (гміна)
Гміна Забур (пол. Gmina Zabór) — сільська гміна у північно-західній Польщі. Належить до Зеленогурського повіту Любуського воєводства.
Станом на 31 грудня 2011 у гміні проживало 3877 осіб.

## Площа
Згідно з даними за 2007 рік площа гміни становила 93.34 км², у тому числі:
- орні землі: 37.00%
- ліси: 49.00%

Таким чином, площа гміни становить 5.94% площі повіту.

## Населення
Станом на 31 грудня 2011:
| Опис     | Загалом | Загалом | Чоловіки | Чоловіки | Жінки | Жінки |
| -------- | ------- | ------- | -------- | -------- | ----- | ----- |
| одиниця  | осіб    | %       | осіб     | %        | осіб  | %     |
| все      | 3877    | 100     | 1916     | 49.42    | 1961  | 50.58 |
| міське   | 0       | 100     | 0        |          | 0     |       |
| сільське | 3877    | 100     | 1916     | 49.42    | 1961  | 50.58 |

## Сусідні гміни
Гміна Забур межує з такими гмінами: Боядла, Зелена Гура, Отинь, Сулехув, Тшебехув.